# Jürgen Feindt
Jürgen Feindt (* 14. Januar 1930 in Halberstadt; † 9. September 1978 bei Schopfheim) war ein deutscher Tänzer, Komiker und Schauspieler.

## Biografie
Jürgen Feindt absolvierte nach seinem Schulabschluss ein technisches Praktikum in einer Fabrik. Seit 1950 nahm er Tanzunterricht, ab 1952 trat er an der Bayerischen Staatsoper auf, später auch am Deutschen Theater.
1954 war er am Dresdner Staatstheater engagiert, 1956 studierte er in Berlin Tanz und Akrobatik. Kurz darauf holte ihn die Komische Oper Berlin als Solotänzer. Er war Ensemblemitglied der Tourneegruppe „Berliner Ballett“, mit der er Tourneen durch ganz Europa und Südamerika, später auch nach Afrika und Asien unternahm. 1961 bis 1965 war er Solotänzer an der Deutschen Oper Berlin.
Feindt übernahm damals auch die Gestaltung von Choreografien in Unterhaltungssendungen wie Lieben Sie Show? (1966), Alltag mit Musik (1967) und Der goldene Schuss (1970), in denen er durch akrobatisch-komische Einlagen Akzente setzte. Seine Glatze machte er durch vollständiges Scheren zum Markenzeichen. 1969–1970 hatte er mit Der Musikboxer, in der er den Boxer Bimbo darstellte, seine eigene Klamaukserie.
Feindt galt in den 1960er und 1970er Jahren als TV-Ulknudel und Slapstick-Star. Im Laufe der Jahre wirkte er in gut 80 Fernsehspielen und mehr als 20 Spielfilmen mit, meist jedoch nur in kleinen Rollen. Im Großteil der Filme, in denen er mitwirkte, selbst bei bedeutenderen Aufgaben, sprach er kaum je mehr als drei Worte. Im Fernsehspiel Die Kunst der Klamotte beispielsweise spielte er seine Rolle gänzlich stumm. Dabei hatte er in der Rolle des Professoren-Assistenten den gleichen Spielanteil wie der Professor. Dass er auch Rollen in Sexfilmen annahm wie dem Schulmädchen-Report, in denen er einige äußerst schlüpfrige Szenen spielte, tat seiner Karriere keinen Abbruch.
Er wirkte bei den Karl-May-Spielen in Bad Segeberg 1977 in Der schwarze Mustang und im Sommer 1978 in Durchs wilde Kurdistan mit.
Feindt, ein begeisterter Privatflieger, starb 1978 im Alter von 48 Jahren in der Nähe des Schopfheimer Ortsteils Gersbach bei einem Flugzeugunfall mit einer einmotorigen Sportmaschine.
Seine Grabstätte befindet sich auf dem Waldfriedhof Grünwald bei München.

## Filmografie
- 1957: Das haut hin
- 1960: Das kunstseidene Mädchen
- 1960: Immer will ich dir gehören
- 1960: Wir wollen niemals auseinandergehen
- 1960: Freddy und die Melodie der Nacht
- 1962: Café Oriental
- 1963: Die Dreigroschenoper
- 1965: Die Kunst der Klamotte (TV)
- 1966: Ganovenehre
- 1968: Straßenbekanntschaften auf St. Pauli
- 1969: An den Wassern zu Babylon (TV) als Lenin
- 1969: Königin einer Nacht (TV)
- 1969: Im Gasthaus zur stillen Einkehr (TV)
- 1969: … 7, 8, 9 aus (TV)
- 1969–1970: Der Musikboxer – Ein Schlagabtausch nach Noten (Fernsehserie, Gastgeber)
- 1969–1971: Unsere kleine Show (Fernsehserie) (div. Folgen mit dem Jürgen-Feindt-Ballett)
- 1970: Erbe gesucht – Theater vorhanden (TV)
- 1971: Glückspilze (TV)
- 1971: Musikmosaik (TV)
- 1971: Ball im Savoy (TV)
- 1971: Eins plus Eins gegen Zwei (Fernsehserie, eine Folge)
- 1972: Lehrmädchen-Report
- 1972: Olympischer Fackellauf 1972 (Kurzfilm)
- 1973: Auch Ninotschka zieht ihr Höschen aus
- 1974: Ay, ay, Sheriff
- 1974: Die Fälle des Herrn Konstantin (Staffel 1)
- 1974: Der widerspenstige Heilige (TV)
- 1974: Alpenglüh’n im Dirndlrock
- 1974: Schulmädchen-Report. 8. Teil: Was Eltern nie erfahren dürfen
- 1975: Schulmädchen-Report. 9. Teil: Reifeprüfung vor dem Abitur
- 1976: Verlorenes Leben
- 1977: Die Fälle des Herrn Konstantin (Staffel 2)
- 1980: Jürgen Feindt – Erinnerungen an den Spaßmacher (Nachruf Film von Dieter Finnern)
- 1980: Peter Frankenfeld (Nachruf Film von Ottokar Runze) (Interview mit Jürgen Feindt von 1978)

## Bühne
- 1966: Winnetou – als Medizinmann, Regie: Wolfgang Schleif, Deutschlandhalle, West-Berlin (30.09.–09.10.)
- 1977: Der schwarze Mustang – als Hobble-Frank, Regie: Harry Walther, Karl-May-Spiele, Bad Segeberg (09.07.–21.08.)
- 1978: Durchs wilde Kurdistan – als Hadschi Halef Omar, Regie: Harry Walther. Karl-May-Spiele, Bad Segeberg (08.07.–Ende August)